# 七甫陈氏宗祠
七甫陈氏宗祠，位于中国广东省佛山市南海区狮山镇官窑七甫村铁网坊，为一处明代古建筑。七甫陈氏宗祠始建于明弘治十二年（1499年），清乾隆五十八年重修（1793年），为三进院落布局，占地472平方米。2006年10月，公布为佛山市文物保护单位。2022年7月，公布为广东省文物保护单位。